# الوازعيه

تعديل مصدري - تعديل

الوازعية هي إحدى حارات حي الظهار بمدينة إب اليمنية، بلغ تعداد سكانها 7664 نسمة حسب تعداد اليمن لعام 2004.